# مجموعه حاج آقاعلی رفسنجان
مجموعه حاج آقاعلی رفسنجان در ۵ کیلومتری جنوب شرقی رفسنجان در روستای قاسم‌آباد واقع شده و شامل ۸ قسمت است که هرکدام بر اساس نیازهای مختلفی ساخته شده‌اند، تمامی این بناها با سرمایه شخصی به نام حاج آقاعلی معروف به ملا زعیم الله رفسنجانی ساخته شده‌است.

## پیشینه
استاد باستانی پاریزی در کتاب پیغمبر دزدان بسیار صحبت کرده‌است. به عقیده ایشان حاج آقاعلی ابتدا فقیر و تهیدست بوده‌است و از راه پیله وری روزگار می‌گذرانده‌است، اما کم‌کم مال و منال پیدا کرده و کارش به جایی رسیده‌است که در سال ۱۲۹۸ در یک گزارش رسمی به ناصر الدین شاه در مورد او چنین آمده‌است:
«حاج آقا علی تاجر، الحال اربابی معتبری در رفسنجان به هم رسانیده‌است و بسیار اعتبار دارد و به جمیع و لایات و بندرات داد و ستد دارد اربابی و محصولات او زیاد خوب شده»
حاج آقاعلی در شهر کرمان نیز چندین بنا از جمله کاروانسرا، مسجد، بازار و آب‌انبار ساخته‌است که تا به امروز سالم و پابرجا مانده‌اند. سبک خاص معماری، کاشیکاری وگچ بری این بناها چه در داخل و چه خارج آنها همگی حکایت از فرهنگ غنی و هنرهای ارزشمند مردمان این سرزمین دارد.

## قسمت‌های هشتگانه

### خانه حاج آقا علی
معروف به خانه وقفی که زیباترین بنای مجموعه است و بیشتر به کاخ و عمارت حاکم نشین شباهت دارد زیرا در چهار طرف حیاط آن اتاقها و تالارهای مختلفی قرار گرفته‌است که هر یک برای فصل خاصی طراحی شده‌است. درون تمام اتاقها گچ بری شده و بیرون آنها از نمای اجری منظم و ریتم هماهنگی برخودار است به‌طور کلی تمامی ویژگی‌های معماری بناهای مناطق حاشیه کویر در این خانه به چشم می‌خورد که از خصوصیات جالب این بنا است.
خانه حاج آقا علی دراواخر قاجاریه ساخته و بنا شده‌است. دراین دوران معماری تحت تأثیر معماری غربی بوده‌است که در معماری خانه حاج آقا علی به خوبی نمودار است معماری خانه تلفیقی از معماری ایرانی، رومی، یونانی، هندی و اروپایی است.
این خانه جزو خانه‌های چهار فصل بوده‌است و خانه با یک دیوار چینه ای نسبتاً بلند محصور شده‌است در ضلع جنوب غربی خانه یک برج برای محافظت از خانه ساخته شده‌است و ورود به آن از روی پشت بام امکان‌پذیر می‌باشد خانه کاملاً محصور و درون‌گرا است که از خصوصیات خانه‌های دشت فلات می‌باشد و از جمله این درون‌گرایی برای خانه‌های چهار فصل کاملاً مشهود است.

##### گردشگری
وارد شهر رفسنجان شدیم و دیدیم حیف هست از خانه حاج آقا علی ( بزرگترین خانه خشتی دنیا ) دیدن نکنیم ، تابلوها را خواندیم وارد یک بلوار شدیم اگرچه در فاصله شش کیلومتری رفسنجان بود اما جزئی از شهر بود و میشود گفت خارج از فضای شهری نشدیم رسیدیم به یک کوچه ، از همان داخل کوچه هم شکوه و ابهت خانه مبهوت کننده بود . دیوارهای خانه در حد یک قلعه بود . قیمت بلیط برای هر نفر 4 هزارتومان بود ( در نوروز 1398 )  . بسیار زیبا ، مشخصا بسیار در زیباسازی خانه و مرمت ان کار شده بود . یک حیاط بسیار بزرگ ، کلی اتاق و حتی دو حیاط کوچکتر که خودشان یکجورایی خانه جداگانه بودند . حوض های زییا ، گچ بری ها ، وسائل و ….  . منبع

### بازار
بازار مجموعه که از مهمترین بناهای آن به‌شمار می‌رود و دلیل محکمی بر این مدعاست که قاسم‌آباد در گذشته روستای مهمی بوده‌است. این بازار از گذشته‌های دور تا کنون بسیار رونق داشته و محل کار و فعالیت پیشه وران و صنعتگران مختلفی بوده‌است.

### آب‌انبار
آب‌انبار در بازار قرار دارد و محل تأمین آب شرب اهالی این روستا در گذشته بوده‌است تمامی این بنا از آجر ساخته شده‌است و سر در ورودی و دیوارهای آن به وسیله نقوش آجری و کاشی کاری‌های زیبا تزئین شده‌است.

### حسینیه
حسینیه ای در این مجموعه وجود دارد، که بیشتر از سایر اماکن مورد توجه مردم بوده‌است و تا به امروز پا بر جا ست.

### مسجد
مسجد این مجموعه که اگر چه چندان بزرگ نیست اما شیوه معماری آن با تمامی مساجد این منطقه متفاوت است و به همین سبب اهمیت خاصی دارد. محراب و دیوارهای این مسجد به شیوه زیبائی مقرنس کاری و گچ بری شده‌است.

### کاروانسرا
کاروانسرای بزرگی که در مجاورت بازار قرار داشته و اکنون به کلی تخریب شده‌است و در گذشته مکانی برای استراحت کاروانها و باراندازی یا بارگیری کالاها بوده‌است.

### حمام
حمام این مجموعه طبق گفته اهالی محل، دارای کاشی کاری‌های زیبا و سنگ کاری‌های هنرمندانه ای بوده‌است و متأسفانه به دلیل پایین‌تر بودن از سطح زمین در زیر خاک مدفون شده‌است.

### یخدان
بنایی نیز به نام یخدان یا یخچال در دو کیلومتری قاسم‌آباد و در روستای عباس‌آباد حاجی قرار دارد و مکانی است که در قدیم در زمستانها یخ در آنها انبار می‌شده و در تابستان این یخ به مصرف می‌رسیده‌است.

## نگارخانه

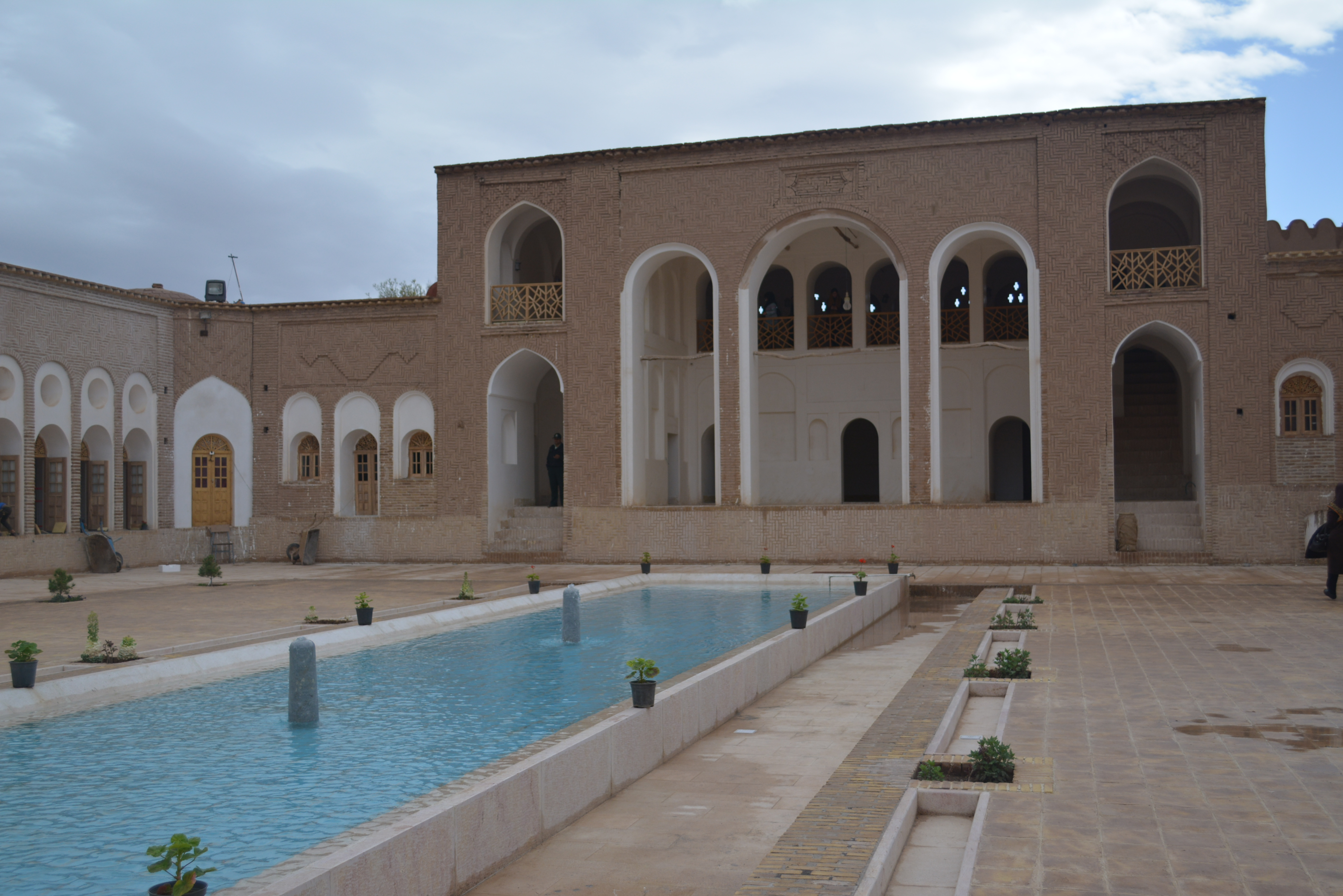
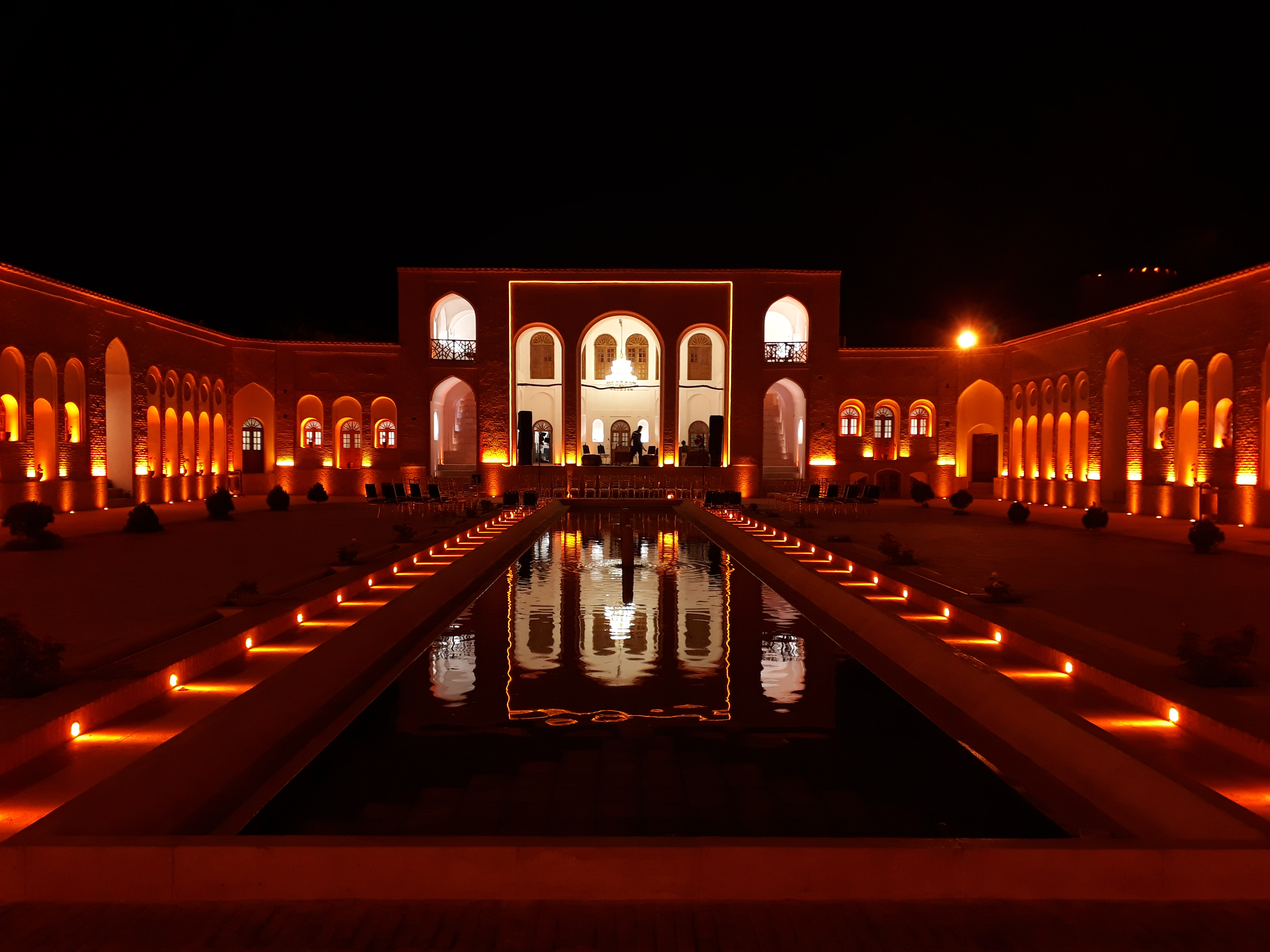
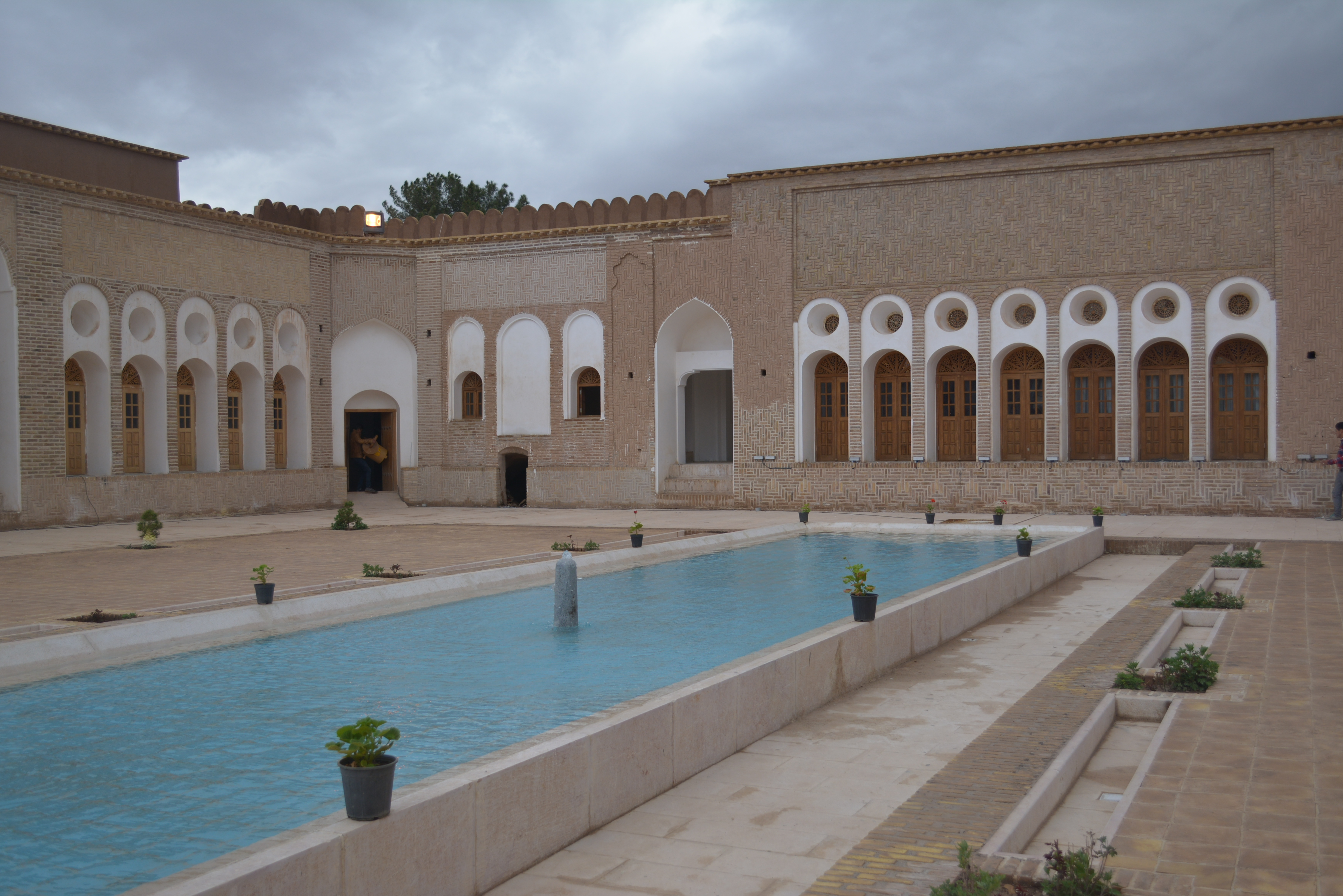
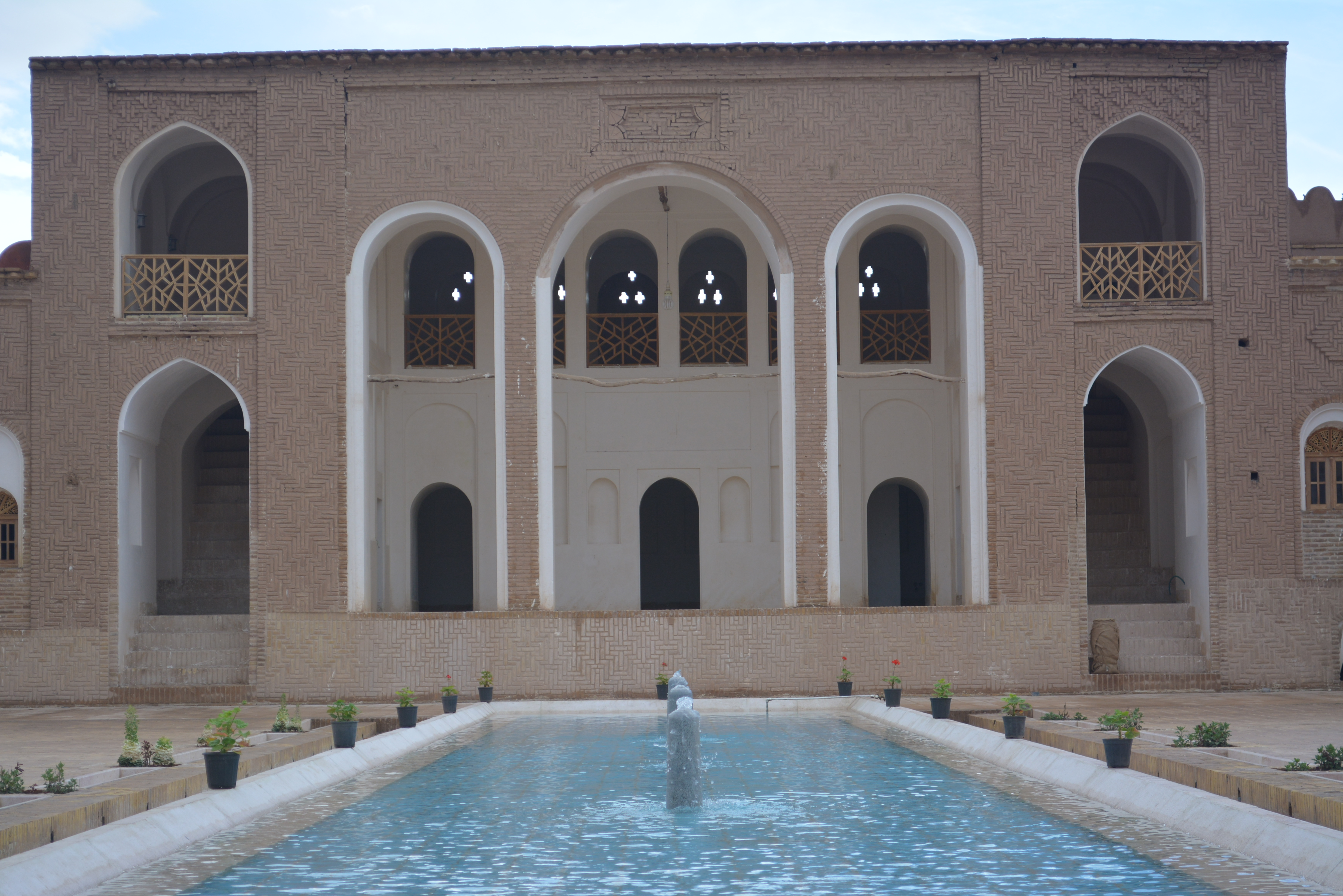
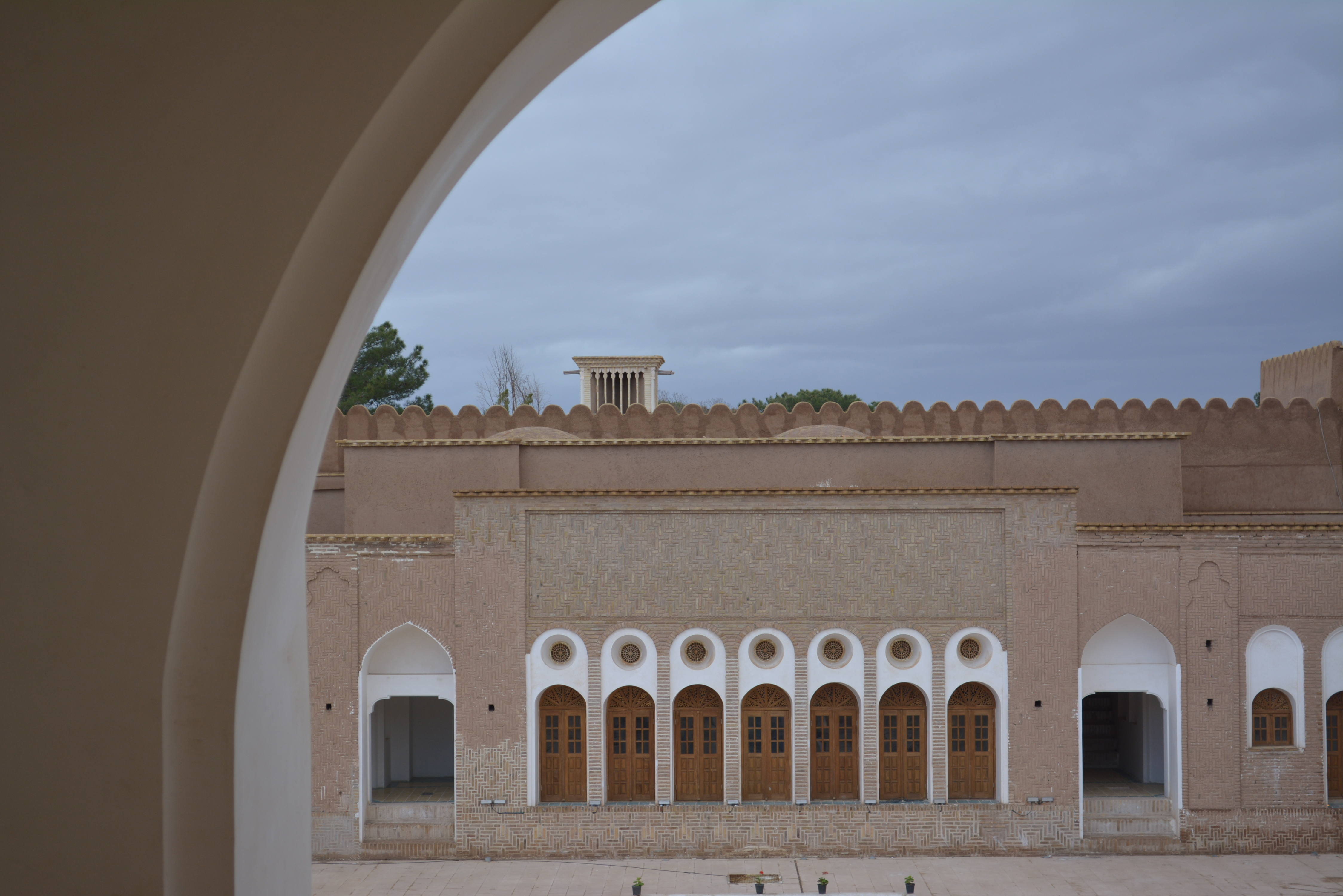
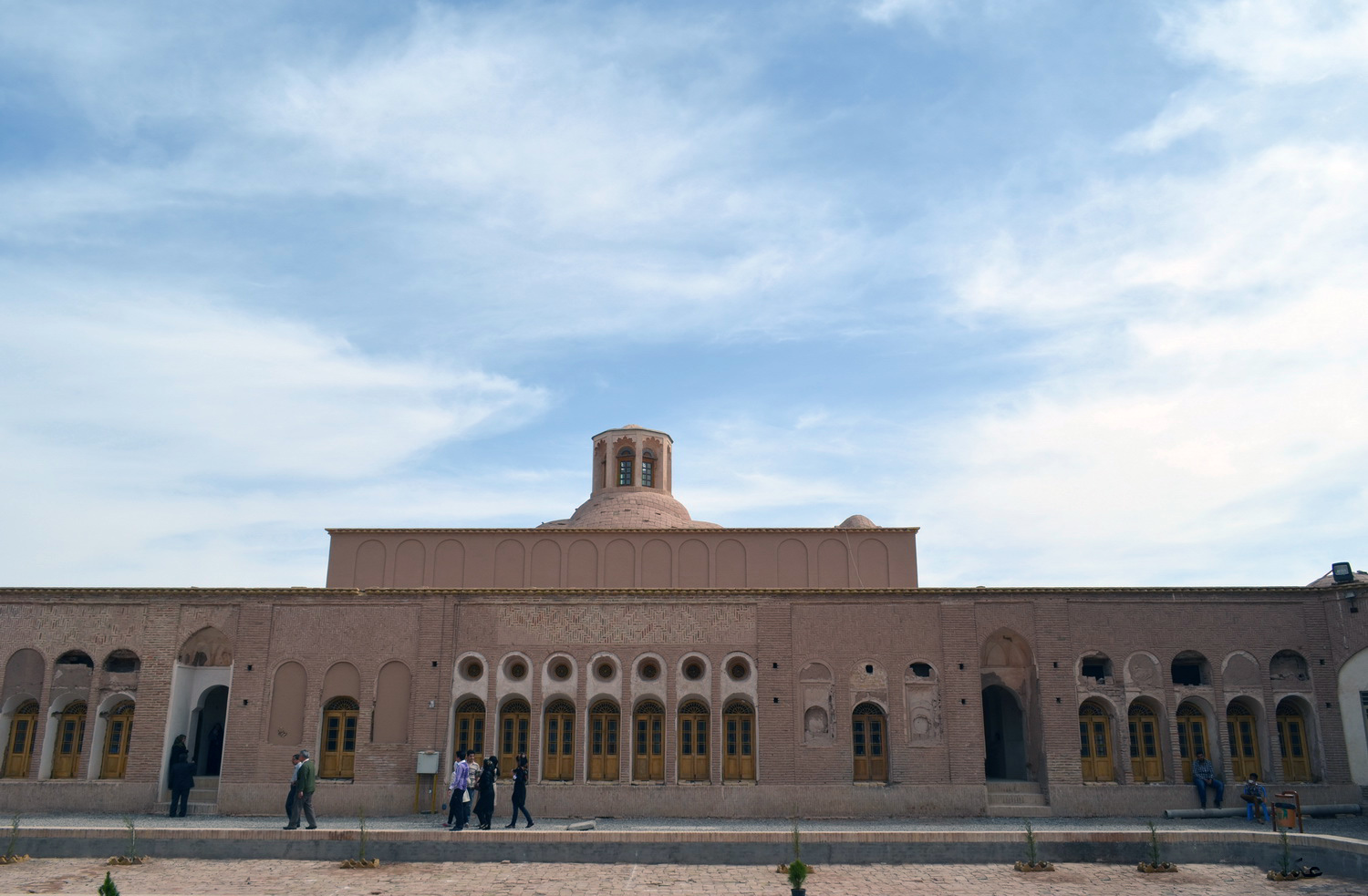
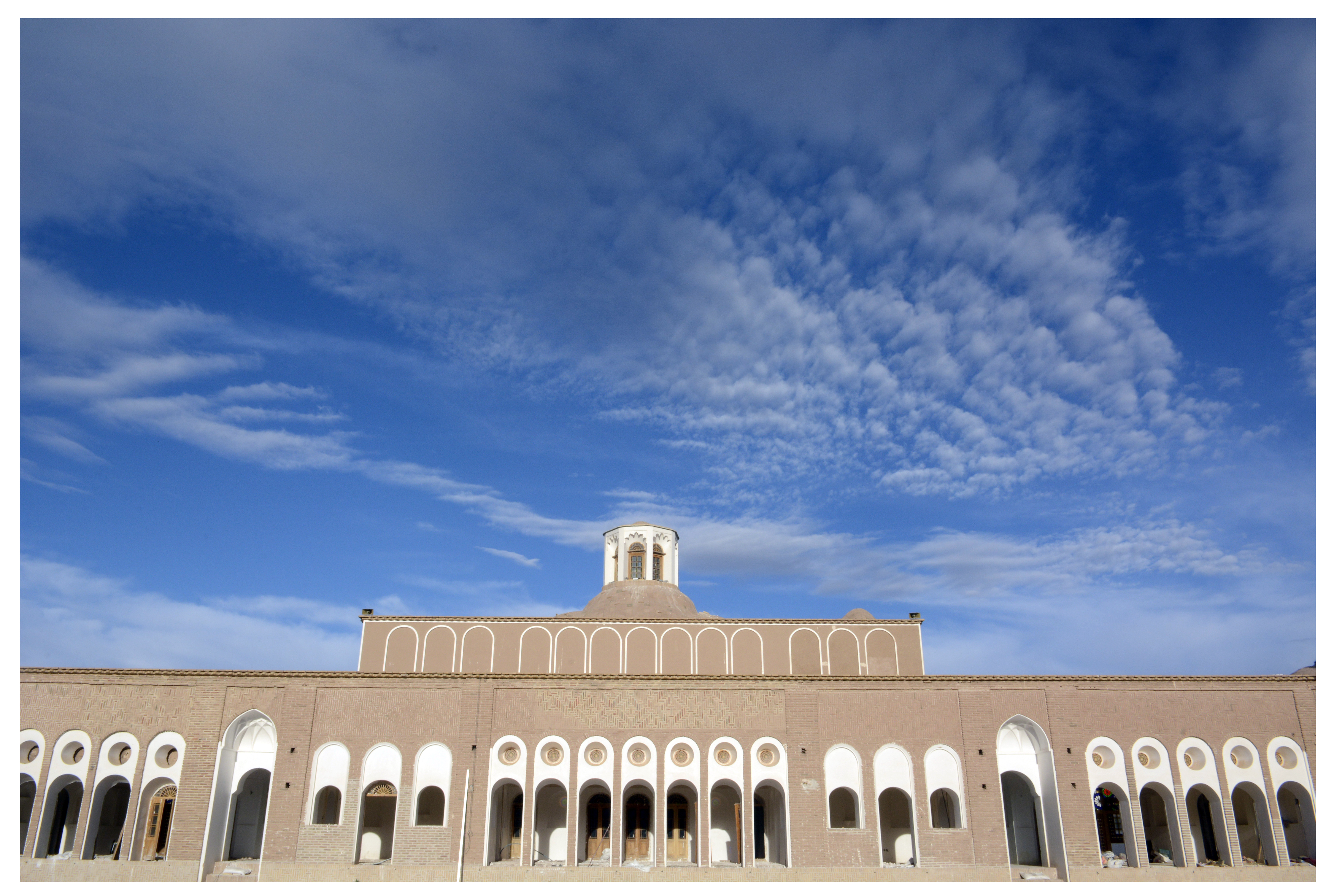